# Thrash metal
El thrash metal (o simplemente thrash) es el subgénero más agresivo del heavy metal que se caracteriza específicamente por sus ritmos pesados similares al metal extremo, NWOBHM, biker metal, speed metal, y hardcore punk en agresividad y contundencia. 
Las canciones del género suelen utilizar percusión rápida y un bajo registro de riffs de guitarra, los cuales suelen ser así mismo rápidos y cortantes. Muchas letras de las canciones de thrash metal a menudo se enfrentan con los problemas sociales, en muchas ocasiones con un lenguaje directo y de denuncia. Fue uno de los primeros subgéneros del heavy metal en aparecer, canciones como Stone Cold Crazy de Queen, Let There Be Rock de AC/DC, Burn y Highway Star de Deep Purple, Overkill de Motörhead y muchas más fueron una pieza referencial para el futuro sonido del thrash metal. De esta forma, el thrash metal es la base y la mayor influencia en el metal extremo, donde se incluye principalmente al death metal y el black metal; además de tener un importante desarrollo (junto con el speed metal) en el power metal, si bien este estilo llevó la música por un camino más melódico. También el género ha influido peculiarmente en otros subgéneros como el metalcore, esto lo demuestran bandas como Trivium, Unearth o Chimaira como algunos de los ejemplos más populares. Cabe resaltar la importancia en la creación y evolución del género de las bandas primigenias mejor conocidas como los cuatro grandes del thrash metal, las cuales son consideradas las más representativas y en un orden fundacional.

## Rasgos musicales
El thrash metal en general se caracteriza por el uso de tempos rápidos, riffs de guitarra más agresivos y con un mayor uso de palm mute, solos bastante rápidos pero con muchas notas que escapan a la tonalidad, dándole un sonido característico, sonidos de bajo bastante pronunciados heredados de la NWOBHM. Algo muy especial en el estilo es la batería en donde se alternan pedal y bombo a velocidades por encima de los 180 bpm, mientras que también se vale del doble pedal o doble bombo y voces agresivas, generalmente raspadas y/o guturales; quizás la velocidad rápida y agresiva está más heredada del metal extremo sin embargo el thrash adquiere más técnica a la hora de ejecución.
La mayoría de los solos de guitarra del thrash se reproducen a gran velocidad, ya que se caracterizan por la fragmentación, y las técnicas de uso, tales como sweep picking, fraseo legato, tapping a dos manos, trino, y palanca de trémolo. Los guitarristas del thrash metal son general y completamente influenciados por la NWOBHM.
Velocidad, ritmo y los cambios de tiempo también definen el thrash metal. El thrash tiende a tener una sensación de aceleración que puede ser debido en gran parte a su estilo de batería agresiva, combinación entre la batería del metal extremo, del heavy metal y del hardcore punk. Por ejemplo, las baterías de thrash suelen utilizar dos bombos, o un doble pedal, con el fin de crear un sonido bastante crudo, acelerado y potente.
Para mantener el ritmo junto a los demás instrumentos, muchos bajistas de thrash suelen utilizar una púa. Sin embargo, algunos destacados bajistas de thrash metal utilizan sus dedos, como Frank Bello, Greg Christian, Robert Trujillo, Jack Gibson, Steve DiGiorgio y Cliff Burton. Varios bajistas usan distorsión, un enfoque popularizado por Lemmy de Motörhead, entre ellos se encuentran Tom Araya (Slayer), David Ellefson (Megadeth), Cliff Burton y Jason Newsted (Metallica), entre otros.
Las letras de las canciones de thrash metal suelen abordar temáticas sociopolíticas como la represión, la desigualdad social y la explotación, el deterioro medioambiental, la eutanasia, ejecuciones, la guerra nuclear, la corrupción política y religiosa, la vigilancia, la innovación tecnológica descontrolada y la guerra. El humor y la ironía a veces se pueden encontrar, pero son limitados, y son la excepción y no la regla. La gran mayoría de las bandas que manejan estos temas son del estilo crossover thrash.

## Historia

### Origen e influencias
El denominado thrash metal surgió a principios de los años 1980 a partir del speed metal, y bajo la influencia de la nueva ola del heavy metal británico (NWOBHM), incorporando además la agresión y energía de lo que se conocía como hardcore punk con los ritmos característicos del biker metal. El movimiento se inició en los Estados Unidos, especialmente en el área de la Bahía de San Francisco, en lo que se conoció, más tarde, como la Bay Area thrash metal. El sonido que desarrollaron los grupos "thrash" era más rápido y agresivo, incrementando la distorsión de las guitarras eléctricas y utilizado la técnica de scratching (‘raspado’, con la púa).
Los considerados como creadores de esta forma de metal son el grupo Metallica con la canción Hit the Lights (contenida en su maqueta "Power Metal" de abril de 1982) al cual se le considera como la primera canción de thrash metal. 
En Latinoamérica este género también cobró mucha fuerza a principios y mediados de los 80', algunas bandas relevantes del género son: V8 de Argentina, con su "demo 1982" y  su disco "Luchando por el metal"(1983), Transmetal (1987) de México, también la banda Massakre (1985) en Chile.

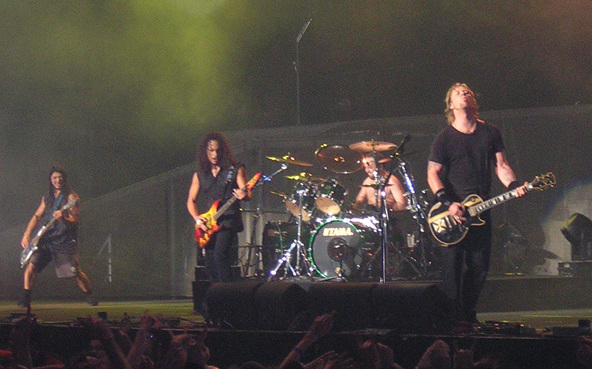
El grupo Metallica es considerado creador del thrash metal con su canción Hit the Lights.

"Stone Cold Crazy" de la banda inglesa Queen, incluida en su tercer disco, Sheer Heart Attack de 1974, es considerada como influencia del thrash metal. De acuerdo con los propios miembros de la banda, esta canción al principio era más lenta y fue una de las primeras canciones en ser tocada por la banda en sus inicios. De igual manera, se ha considerado que el tema "Symptom of the Universe" de Black Sabbath, correspondiente al álbum Sabotage del año 1975, ha sido influyente dentro del thrash metal, fue una inspiración directa para la canción pionera de Diamond Head "Am I Evil?". También fue versionada por bandas como Sepultura.
Ese mismo año, la canción "Parasite", compuesta por Ace Frehley del álbum Hotter Than Hell del grupo Kiss, también mostró estar adelantado para su época siendo inmortalizada por Anthrax en el vídeo Live Noize.
también para ese mismo año el guitarrista estadounidense Ted Nugent lanzaría su álbum debut homónimo con la canción "Motor City Madhouse", aunque tuviera sus influencias por el Hard Rock, su riff tan rápido y bpm tan alto seria una pieza bastante avanzada a su tiempo a pesar de no ser tan reconocida.
La banda inglesa Iron Maiden es citada por los diversos músicos del thrash como una de las principales influencias musicales.
Void representó uno de los primeros ejemplos de crossover hardcore/heavy metal, cuyo enfoque musical caótico a menudo se cita como particularmente influyente. Su álbum de 1982 con la banda The Faith de Washington mostró a ambas bandas exhibiendo un punk rock rápido.
Desde sus inicios, el thrash metal se ha considerado como la respuesta de los metaleros más duros contra el metal más comercial de los años 1980, en especial las bandas de glam metal como Mötley Crüe, Ratt y Twisted Sister, a las que los grupos underground acusaban de haber vendido el heavy metal a los medios de comunicación masivos solo para ganar fama y popularidad, razón por la cual los llamaban posers, hair bands o también light metal. Se ha menciona que el thrash metal se desarrolló como una reacción contra el conservadurismo de la era Reagan.
El año 1981 es considerado como "crítico" para este género, se pueden apreciar varias ideas que se incorporarían al thrash metal, incluyendo entre estas los riff prototípicos de Motörhead, así como la versión en directo de "Tyrant", de Judas Priest, en el disco de 1979 Unleashed in the East, que poseen ciertos elementos cercanos al concepto de thrash.
La maqueta instrumental Red Skies de Metal Church, de 1982, también mostró un claro acercamiento a lo que posteriormente se denominaría thrash metal, con una marcada influencia de los primeros discos de Iron Maiden. 
La primera banda que llegaría a concretar el sonido típico del estilo fue Metallica, apareciendo en la escena con las maquetas Power Metal en abril de 1982, seguida por No Life 'til Leather en julio de 1982 y su primer álbum de estudio, Kill 'Em All (Megaforce records) en julio de 1983 esto bajo la alineación de James Hetfield, Lars Ulrich, Cliff Burton y Kirk Hammett. Este es el disco que asienta las bases del thrash metal; cargado de velocidad y solos de guitarra arrolladores, crudo, ecléctico y que no planteaba compromisos con nada ni con nadie ya que era un género musical desarrollándose libremente. En seguida fueron influencia decisiva para bandas como Slayer, Exodus o Razor, otorgando al género un sonido todavía más agresivo.

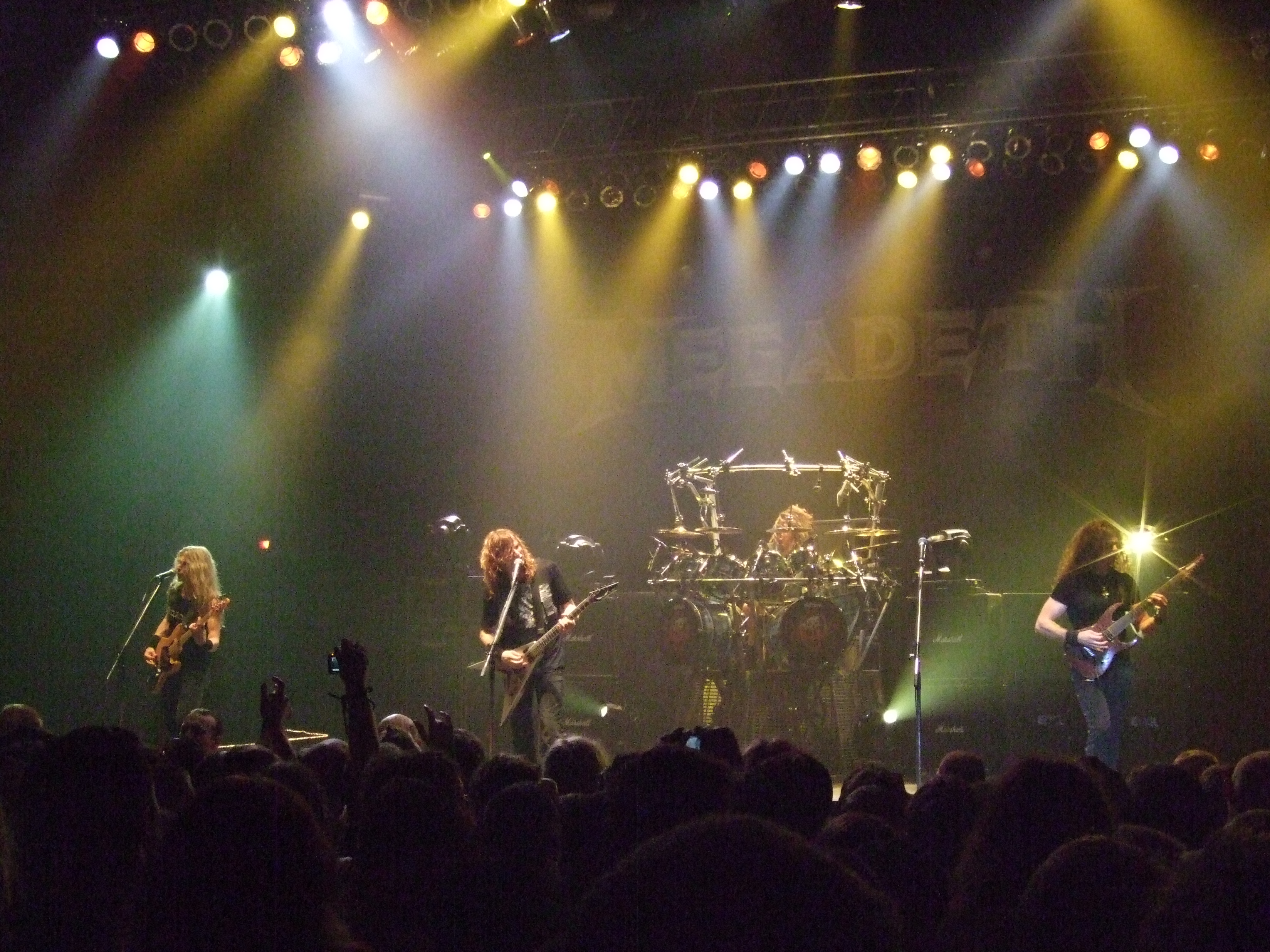
Megadeth utilizó el estilo thrash metal y lo desarrolló ampliamente en sus producciones sonoras.

En 1984, Anthrax publica su álbum Fistful of Metal, que contiene la canción “Metal Thrashing Mad”. Tomando como referencia ese título, el periodista Malcolm Dome de Kerrang! decidió bautizar como thrash metal al nuevo estilo de metal que estaba surgiendo (aunque el término “thrash” se venía empleando el contexto de la música punk desde al menos 1981, de modo que lo que hicieron la banda neoyorquina y el mentado periodista fue trasladarlo al contexto del metal, no inventarlo).
Posteriormente en 1985 la banda Overkill publicó su álbum debut, Feel the Fire, y Slayer hizo lo propio con su fundamental EP Haunting the Chapel de 1984, el cual incluía la canción "Chemical Warfare". Estos hechos llevaron a la formación de un thrash más oscuro y duro, como el que se puede observar en el disco de Exodus, Bonded by Blood, o el de Slayer, Hell Awaits, ambos de 1985. Este año también debutaba Artillery con Fear of Tomorrow, Hirax con Raging Violence y Megadeth, banda del exguitarrista de Metallica Dave Mustaine, con Killing Is My Business... And Business Is Good!.
Metallica también lanza su segundo álbum de estudio en 1984, Ride the Lightning, donde sentaba las bases para la evolución a un estilo más oscuro y depurado, alejándose del primer thrash ruidoso y desprolijo de Kill 'Em All. Pero es en 1986 cuando el thrash llegó a su punto más alto, cuando salieron a la luz varios álbumes, por destacar algunos; Peace Sells... But Who's Buying?, Reign in Blood, Darkness Descends, Obsessed by Cruelty, Pleasure to Kill, Zombie Attack, Queen of Siam, Game Over, Eternal Devastation y Master of Puppets, llegando a ser considerado el "año mundial del metal". 

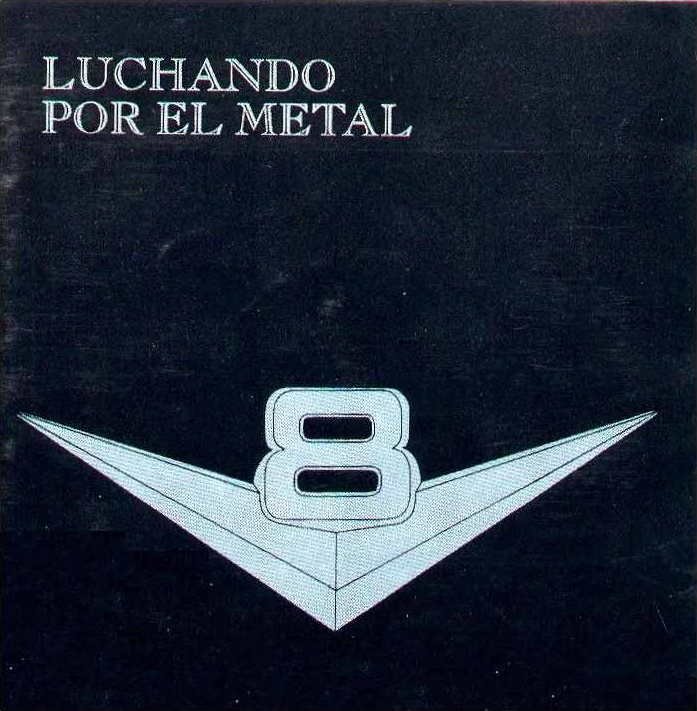
Portada del disco Luchando por el metal, de la banda argentina V8, formada en 1979.

Master of Puppets de Metallica es considerado el trabajo más importante del thrash metal en general por su influencia y el desarrollo del género. Siendo junto con Rust in Peace, Reign in Blood y Among the Living los cuatro álbumes que le valieron a Metallica, Megadeth, Slayer y Anthrax respectivamente, el apodo de Los cuatro grandes del thrash metal.
Especial atención merece el thrash desarrollado en Alemania, bastante rápido y agresivo comparado con algunos de sus colegas norteamericanos. Bandas como Sodom y Destruction presentan una propuesta bastante oscura y maligna, que serviría de inspiración al posterior black metal; también bastante destacados son los "cerveceros" Tankard y el grupo Kreator, quienes con sus primeros trabajos demostraron cruzar la línea del thrash metal con un sonido crudo y profundo, inspirando a la creación posterior del death metal. Estas cuatro bandas serían tildadas, a semejanza de sus homólogos estadounidenses, como los cuatro grandes del thrash metal alemán (The Big Teutonic 4). Especial atención merecen también los pioneros Holy Moses, fundados en 1982, no sólo por su estilo de thrash agresivo, sino por incorporar como cantante a la pionera del growling femenino, Sabina Classen. También destacaremos del thrash metal alemán a Deathrow un grupo que evolucionó a un thrash muy técnico.

### Desarrollo del estilo
El thrash se desarrolló a finales de los ochenta, influyendo a otros subgéneros y a bandas como Possessed. Possessed es una de las primeras bandas que desarrollaron el género musical denominado death metal y publicaron una maqueta en 1984 con un thrash metal más oscuro y underground. Uno de los primeros ejemplos de este género musical son los clásicos Seven Churches de dicha banda y Bestial Devastation del grupo Sepultura ambos del año 1985. También de ese mismo año es el debut de la banda estandarte del thrash italiano: Bulldozer con su álbum The Day of Wrath. El disco del grupo Watchtower, Energetic Disassembly (1985) puso nuevos estándares a la composición técnica (que después sería llamado metal progresivo), influenciada por el jazz que ya habían tomado bandas como Megadeth, que luego fue desarrollada por el grupo Coroner o bandas de death metal técnico como Atheist o Cynic, así como los trabajos de la década de los 90 del grupo Death. Cabe resaltar también la escena de Brasil importante en la evolución del género, las bandas más representativas fueron Sepultura, Sarcófago, Korzus y Expulser.
También existieron grupos como Dirty Rotten Imbeciles, Suicidal Tendencies y S.O.D. que agregaban aún más influencias hardcore punk al thrash tradicional, creando el llamado crossover thrash, la cual sería una base para la aparición del metalcore y del groove metal en los años 1990.
En el año 1988 el género estaba saturado con muchísimas bandas. Este hecho no influyó a la hora de que varios discos posteriores fueran considerados "clásicos". Forbidden, un grupo que apareció relativamente tarde en la escena de la Bay Area debutó con el aclamado tema "Forbidden Evil". Testament fue también una banda muy importante que hizo un debut increíble con su álbum The Legacy en el año 1987, y sus álbumes posteriores The New Order y Practice What You Preach consagraron a Testament al grado de colocarse al lado de los cuatro grandes del thrash metal. Tampoco se pueden olvidar los aportes de algunas bandas, como Atrophy o Sacred Reich, que si bien no tuvieron tanto éxito, ayudaron a la escena del momento.
La banda Vio-lence, por ejemplo, debutó con su aclamado álbum Eternal Nightmare que tenía también una clara influencia del thrash metal. Sadus fue también una banda importante, que debutó con su álbum Illusions (Chemical Exposure), que tenía un sonido completamente diferente al de otras bandas, ya que combinaba el thrash metal con el death metal y el metal progresivo. Annihilator, una banda canadiense, debutó en 1989 con su álbum Alice in Hell.
De la misma forma, el género se llenó igualmente de grupos que no aportaban nada al sonido del género musical, es decir, no lo hacían evolucionar. En los años 1990 este hecho y la aparición del nuevo género musical grunge hicieron que las empresas discográficas ya no se interesasen por la música de este género hasta que poco a poco fue casi olvidado.
La década de los 90 marcó un punto de inflexión para el thrash metal. A medida que el grunge y otros géneros alternativos ganaban popularidad, el interés en el thrash metal comenzó a disminuir. Las discográficas y los medios de comunicación se alejaron de este género, lo que llevó a muchas bandas a luchar por mantenerse a flote. El thrash metal se consideraba pasado de moda y no se le prestaba la atención que merecía.
Sin embargo, a pesar de esta falta de reconocimiento y apoyo, el espíritu del thrash metal no desapareció por completo. Bandas leales y devotas continuaron haciendo música, explorando nuevas direcciones y manteniendo viva la llama del género. Algunas bandas de thrash metal encontraron formas de adaptarse a los nuevos tiempos, experimentando con fusiones de estilos y sonidos.
Una de las ramificaciones más prominentes fue el desarrollo del groove metal, que combinaba la intensidad y la agresión del thrash con elementos del heavy metal tradicional y el hardcore. Bandas como Pantera, Machine Head y Sepultura (en su álbum "Chaos A.D.") fueron pioneras en este enfoque, incorporando ritmos pesados y grooves contagiosos a su música.
Otras bandas de thrash metal optaron por explorar territorios más progresivos y técnicos, influyendo en la evolución del metal progresivo. Grupos como Megadeth, con su álbum "Rust in Peace", y Watchtower, mencionado anteriormente, sentaron las bases para una nueva ola de metal técnico y complejo.
A medida que los años 2000 avanzaban, el thrash metal comenzó a experimentar un resurgimiento. Bandas clásicas como Metallica, Slayer y Testament continuaron lanzando nuevos álbumes y atrayendo a seguidores leales. Además, nuevas bandas surgieron en la escena, mostrando un enfoque renovado y fresco del género.
El thrash metal se convirtió en una influencia duradera en la música pesada y sigue siendo una fuerza poderosa en la actualidad. Las bandas continúan adoptando y adaptando el sonido del thrash, mezclándolo con otros géneros y creando una fusión de estilos única. El legado del thrash metal perdura, recordándonos su impacto duradero en la música y su capacidad para desafiar los límites y romper barreras. Aunque el género pudo haber sido olvidado en cierta medida durante un tiempo, su espíritu indomable se niega a desaparecer y continúa influyendo en generaciones venideras de músicos y aficionados.

### Resurgimiento
A partir del 2000 el thrash metal empezó a cobrar un poco de fuerza, después del olvido y descuido que sufrió en la década de 1990. Bandas que se habían alejado del género empezaron a sacar discos de thrash metal como Kreator con Violent Revolution, Sodom con M-16 lanzados en 2001 o Destruction con All Hell Breaks Loose, lanzado en el 2000. Recientemente más bandas comenzaron a sacar álbumes de thrash metal como Megadeth con Endgame, Death Angel con Killing Season, Exodus con Exhibit B: The Human Condition, Testament con The Formation of Damnation, Overkill con Ironbound, Slayer con Christ Illusion, Anthrax con Worship Music o Metallica con el Death Magnetic.
Bandas que se separaron en la década de 1990 se reunieron, tal es el caso de Heathen, Nuclear Assault, Hirax, Toxik, entre otras. Lo que ayudó a un completo resurgimiento del thrash metal, es un movimiento que algunos llaman Revival thrash metal, que es la aparición de nuevas bandas como Violator, Evile, Warbringer, Kraptor, Municipal Waste, Toxic Holocaust, The Force, Crisix, Angelus Apatrida, Drunked, Havok entre muchas otras; en su mayoría éstas quieren revivir el sonido thrash de los años 1980.

## Escenas regionales
Al igual que muchos géneros musicales, el thrash tiene sus propias escenas de base regional, cada una con un sonido ligeramente diferente:
- Bay Area thrash metal: radicado en el Área de la Bahía de San Francisco, este thrash se caracterizó por ser el de tendencia más progresiva y técnica y el más influenciado por la New Wave of British Heavy Metal. Slayer, Testament, Exodus, Dark Angel, Metallica y Megadeth son las bandas más prominentes de la región. También dieron lugar a bandas pioneras del crossover thrash como Dirty Rotten Imbeciles o Suicidal Tendencies.

- East Coast thrash metal: los grupos de ésta escena centrada en Nueva York suelen poseer una importante influencia del punk y del hardcore poniendo normalmente más énfasis en la agresión y la velocidad que en el tecnicismo (aunque no en el caso de bandas como Toxik). Anthrax, Nuclear Assault, Overkill y Whiplash, así como las agrupaciones de crossover S.O.D., Method of Destruction y Agnostic Front, son algunas de las bandas más prominentes de la escena del thrash de la región.

- Teutonic thrash metal: las bandas pertenecientes a las zonas germanas y cercanas a Alemania tuvieron una gran popularidad en los años 1980, bandas como Kreator, Sodom, Destruction, Tankard, considerados los cuatro grandes del thrash alemán, además de Holy Moses, Living Death, Exumer, Iron Angel, Angel Dust, Coroner, entre otras; se caracterizaron por un sonido más crudo y una temática más oscura. El thrash alemán es, junto al brasileño, el más cercano a géneros como el death metal y el black metal.

- Brazilian thrash metal: de las escenas clásicas del thrash, la escena brasileña destaca por ser la más cercana al death metal, con mucha similitud al teutonic thrash metal en cuanto a temáticas y sonido. Incluye bandas como Sepultura, Sarcófago, Mutilator, Vulcano o Violator. También se puede mencionar a la banda de hardcore punk Ratos de Porão, por su cercanía al crossover thrash.

- Thrash metal argentino: Si bien no tienen un sonido tan característico como las anteriores, tienen una identidad muy marcada en las letras, hablando en la mayoría de las bandas importantes de política y desigualdad social. Los principales exponentes son Hermética, Horcas, Logos, Tren Loco, Lethal, Malón, Nepal y A.N.I.M.A.L. (en sus primeros años).

- American thrash metal: quizás una de las más grandes tanto en los años 1980 como actualmente, aunque ahora no hay tanta diferencia entra ambas costas, encontramos bandas como Flotsam and Jetsam, Municipal Waste, Havok, Warbringer, Drunked, Toxic Holocaust, Vektor, entre otras.

- European thrash metal: pertenece a Europa, a este movimiento pertenecen el resto de bandas fuera del teutonic terror, zonas como Inglaterra, Irlanda, Italia, España, Portugal, Grecia, Escocia, Polonia, Finlandia, Suecia, Noruega o Francia entre otros muchos países. Incluye a bandas como Angelus Apatrida, Cancer, Evile, Ktulu, Witchery, Decadence, Crisix, Strikeback, Gamma Bomb, entre otras.